# Draco Malfoy

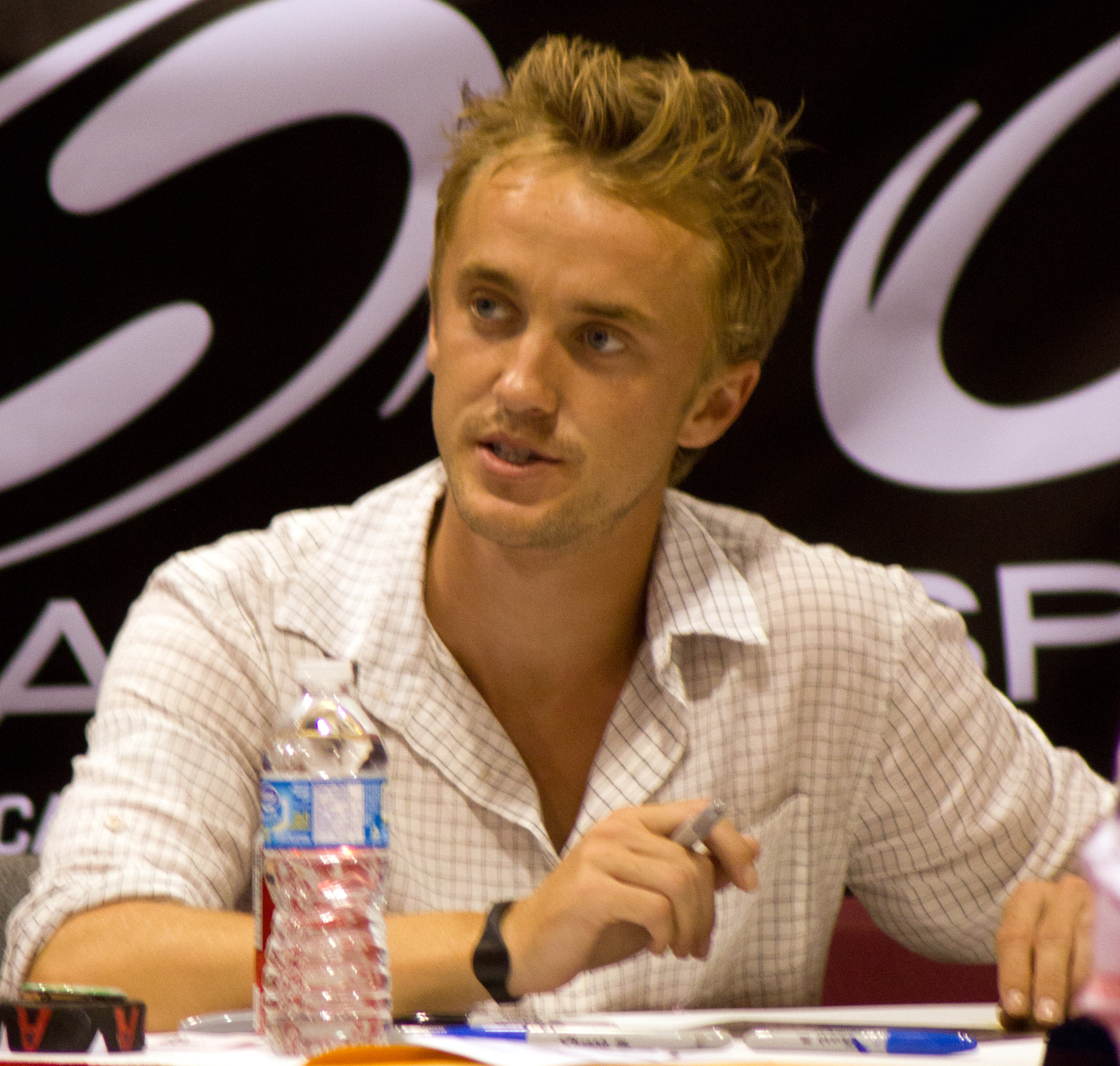

En Draco Malfoy és un dels personatges dels llibres de Harry Potter creats per l'autora britànica J. K. Rowling.
És el fill únic d'en Lucius Malfoy i la Narcisa Malfoy. Els seus avis materns eren en Cygnus Black i la Druella Rosier, el seu avi patern és l'Abraxas Malfoy (la seva àvia paterna, l'esposa de l'Abraxas, mare d'en Lucius no se'n sap el nom), les seves ties eren l'Andròmeda Black i la Bel·latrix Lestrange i la seva cosina és la Nimfadora Tonks. Està emparentat amb en Sirius Black i en Regulus Black.
El seu pare és un dels cavallers de la mort a les ordres d'en Lord Voldemort. Sent molt orgull de la seva noble procedència i de la seva sang pura. És de caràcter astut.
A Hogwarts, va al mateix curs que en Harry Potter, però a la residència de Slytherin (rival de Gryffindor). Juga a l'equip de quidditch com a buscador i se'l veu acompanyat normalment d'en Vincent Crabbe i en Gregory Goyle (fills també de cavallers de la mort). Al Ball de Nadal celebrat amb motiu del Torneig dels Tres Bruixots la seva parella va ser la Pansy Parkinson, una noia del seu mateix curs, també de Slytherin.
En el seu cinquè any va ser nomenat Monitor al costat de la Pansy Parkinson i també cap de la Patrulla Inquisitorial instituïda per la Dolors Umbridge. En nom de dita formació descobreix la identitat i lloc de reunió de l'Exèrcit d'en Dumbledore (ED), un grup d'alumnes que es prepara per a lluitar contra Voldemort, liderat per en Harry Potter i ideat per la seva companya Hermione Granger.
Des del seu primer any, la seva enemistat amb en Harry Potter ha donat lloc a múltiples baralles. El seu interès per les forces del mal i el seu menyspreu pels "sang de fang" (especialment per l'Hermione), no han fet sinó incrementar la rivalitat existent entre els dos.
En el sisè llibre, presumptament es converteix en cavaller de la mort i actua a les ordres d'en Lord Voldemort (pressionat amb amenaces de matar-lo a ell i la seva família si fracassa) per a introduir cavallers de la mort a Hogwarts amb la finalitat de matar el director Albus Dumbledore. En Draco el desarmà i el va acorralar, però no va ser capaç de matar-lo. En Severus Snape ho fa per ell. Després ambdós s'escapen amb la resta dels cavallers de la mort.
A Harry Potter i les relíquies de la Mort veiem a un Draco Malfoy espantat sota les ordres d'en Voldemort, les quals inclouen assassinats i tortures. Juntament amb en Crabbe i en Goyle acudeix a la Sala de la Necessitat, per a intentar aconseguir la Diadema de Ravenclaw que li va encomanar Voldemort. Quan en Crabbe fa l'encanteri del foc infernal i la cambra s'encén, en Harry salva la vida d'en Draco Malfoy. En l'última batalla a Hogwarts en Lucius i la Narcisa el busquen per tot el col·legi i finalment són indultats de penes a Azkaban.
A l'Epílog, veiem que en Draco es casa, i té un fill anomenat Scorpius Malfoy. La J.K. Rowling ha confirmat que l'esposa d'en Draco és l'Astoria Greengrass, la germana menor de la Daphne Greengrass, una de les companyes d'en Draco a Slytherin.
Encara que no és que siguin amics, aparentment ja no li guarda rancors a en Harry. Això es deu, en part, al fet que en Draco i la seva família van evitar anar a Azkaban gràcies a l'ajuda d'en Harry.
És representat per en Tom Felton en les pel·lícules de la Warner Bros.

## Dades curioses
- J. K. Rowling va declarar que li va agradar el fet que en Draco tingués tant estil i personalitat a la pel·lícula. Després de veure la seva imatge en les pel·lícules es va adonar que en realitat hi ha una certa elegància en Draco.
- Draco significa "drac" i també és el nom d'una constel·lació.
- El seu aniversari és el 5 de juny.